# 都倉武之
都倉 武之（とくら たけゆき、1979年 - ）は、日本の政治史学者。専攻は近代日本政治史。慶應義塾福澤研究センター教授。

## 概要
慶應義塾福澤研究センター教授。専攻は近代日本政治史。

## 略歴
- 1979年（昭和54年）- 出生。
- 1998年（平成10年）3月 - 慶應義塾高等学校卒業[1]。
- 2002年（平成14年）3月 - 慶應義塾大学法学部政治学科卒業。
- 2004年（平成16年）3月 - 慶應義塾大学大学院法学研究科政治学専攻修士課程修了。
- 2004年（平成16年）4月 - 武蔵野学院大学国際コミュニケーション学部助手（～2006年3月）。
- 2004年（平成16年）9月 - 武蔵野学院大学国際センター研究員（講師）兼任（～2006年9月）。
- 2006年（平成18年）10月 - 武蔵野学院大学国際コミュニケーション学部専任講師（～2007年9月）。
- 2007年（平成19年）3月 - 慶應義塾大学大学院法学研究科政治学専攻博士課程単位取得退学。
- 2007年（平成19年）10月 - 慶應義塾福澤研究センター専任講師。
- 2011年（平成23年） - 慶應義塾福澤研究センター准教授。

## 著作

### 編書・共書・共編書
- 「第5章 日清戦争軍資醵集運動と福沢諭吉」『戦前日本の政治と市民意識』寺崎修・玉井清編著、慶應義塾大学出版会〈叢書21COE-CCC多文化世界における市民意識の動態 9〉、2005年3月。ISBN 4-7664-1143-9。
- 「第4章 朝鮮改革運動」『近代日本の政治』寺崎修編著、法律文化社〈シリーズ日本の政治 第2巻〉、2006年4月。ISBN 4-589-02947-2。
- 「第6章 福沢諭吉の朝鮮問題――「文明主義」と「義侠心」をめぐって」『福沢諭吉の思想と近代化構想』寺崎修編著、慶應義塾大学出版会〈叢書21COE-CCC多文化世界における市民意識の動態 30〉、2008年1月。ISBN 978-4-7664-1452-3。
- 小泉妙『父小泉信三を語る』山内慶太・神吉創二・都倉武之 編、慶應義塾大学出版会〈叢書21COE-CCC多文化世界における市民意識の動態 30〉、2008年5月。ISBN 978-4-7664-1526-1。
- 山内, 慶太、神吉, 創二、都倉, 武之 編『アルバム 小泉信三』慶應義塾大学出版会、2009年8月20日。ISBN 978-4-7664-1665-7。
- 青木功一「解説――青木説からの展望 1 時事新報論説研究をめぐる諸問題」『福澤諭吉のアジア』慶應義塾大学出版会、2011年6月30日。ISBN 978-4-7664-1763-0。
- 小泉信三 講演「監修・解説」『小泉信三「福澤諭吉を語る」』慶應義塾大学出版会〈CDシリーズ 慶應義塾の名講義・名講演 1〉、2011年7月20日。ISBN 978-4-7664-1845-3。 - 内容は音声CD3枚と解説冊子20頁。

### 雑誌記事
- 「福沢諭吉関係新資料紹介　朝鮮王族義和宮留学と福沢諭吉」『近代日本研究』第22号、慶應義塾福沢研究センター、2005年、pp. 341-354。
- 「日本における治安法形成の政治的問題点――戦前との対比において（危機管理政策の現状と課題――テロ関連）」『武蔵野学院大学日本総合研究所研究紀要』第3号、武蔵野学院大学日本総合研究所、2005年、pp. 128-134。
- 「日本における治安法形成の政治的問題点（2）明治20年・保安条例を材料に（危機管理政策の現状と課題（2）テロ関連）」『武蔵野学院大学日本総合研究所研究紀要』第4号、武蔵野学院大学日本総合研究所、2006年、pp. 124-131。
- 「明治27年・甲午改革における日本人顧問官派遣問題――後藤象二郎渡韓計画を中心に」『武蔵野短期大学研究紀要』第20号、武蔵野短期大学、2006年、pp. 131-145。
- 「草創期メディア・イベントとしての義捐金募集――『時事新報』を中心に（1）」『日欧比較文化研究』第5号、日欧比較文化研究会、2006年4月、pp. 34-44。
- 「草創期メディア・イベントとしての義捐金募集――『時事新報』を中心に（2）」『日欧比較文化研究』第6号、日欧比較文化研究会、2006年10月、pp. 30-41。
- 「明治十八年・井上角五郎官吏侮辱事件（1）密書提出経緯と裁判経過を中心に（特集 慶應義塾創立百五十年・慶應義塾福沢研究センター開設二十五年）」『近代日本研究』第24号、慶應義塾福沢研究センター、2007年、pp. 107-176。
- 「福沢諭吉 慶應義塾の誕生と継承（特集 早稲田と慶應）」『國文學　解釈と教材の研究』第762号、學燈社、2008年2月、pp. 34-41。